# Андерс Седергрен
Андерс Седергрен (швед. Anders Södergren, 17 травня 1977) - шведський лижник, олімпійський чемпіон. 
Золоту олімпійську медаль та звання олімпійського чемпіона Седергрен виборов разом із товаришами зі збірної Швеції на Олімпіаді у Ванкувері в естафетній гонці. На попередній Туринській олімпіаді збірна Швеції й Седергрен разом із нею здобули бронзу. 
Седергрен вигравав найпрестижнішу 50 км гонку вільним стилем на Холменколенському лижному фестивалі у 2006 та 2008 роках. 